# Texto alternativo
Un texto alternativo en una página web es el equivalente en texto de un objeto no textual.

## Usos
El texto alternativo tiene varios usos:
- Cuando el objeto no se carga correctamente o el navegador lo ha bloqueado, se muestra el texto alternativo como alternativa.
- Cuando se usa un lector de pantalla para leer el contenido de una página web que tiene objetos con un texto alternativo definido, se leerá el texto alternativo. Facilita la accesibilidad a personas con discapacidades visuales.
- El texto alternativo proporciona a los motores de búsqueda una descripción del objeto.

## Texto alternativo en HTML
En HTML el texto alternativo se indica mediante el uso del atributo alt. Un ejemplo de código HTML que muestra una imagen con texto alternativo podría ser el siguiente:
```
<
img
 
src
=
"nombredelaimagen.jpg"
 
alt
=
"Texto alternativo"
>

```